# 항하사
항하사(恒河沙)는 인도의 갠지스강을 나타내는 단어인 항하(恒河)에서 비롯된 수의 단위를 나타내는 명칭이다. 항사(恒沙)라고도 한다. 항하사는 갠지스 강의 모든 모래를 합한 숫자라는 뜻으로, 수리적으로는 1052를 뜻한다.
1항하사를 줄여서 1항으로 표기하기도 한다. 항하사의 1만 배는 아승기이다.